# Roseta (decoració)

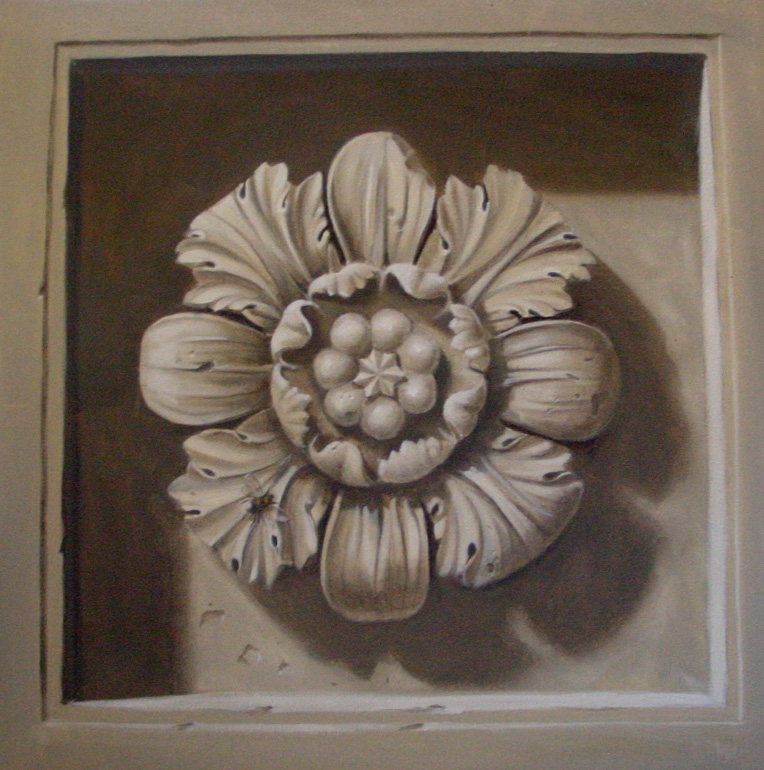
Una roseta a un estuc ornamental

Una roseta és un element decoratiu en forma de flor, amb els pètals en disposició circular, usat com a motiu escultòric des de l'antiguitat. Sorgí a Mesopotàmia i a l'antic Egipte, i es va utilitzar principalment a l'antiga Grècia per a decorar esteles, adaptant-se posteriorment a l'arquitectura romana, romànica i renaixentista, així com a l'art de l'Àsia central, fins a l'Índia, on es va utilitzar a l'art grecobudista.
Imita la disposició de la roseta, formada per fulles que irradien des de la tija de la planta i són visibles, fins i tot, després que les flors s'hagin marcit. En arquitectura i mobiliari és freqüentment utilitzar motius de flors tallades en pedra o fusta per crear ornaments decoratius; en metal·lúrgia, joieria i arts aplicades les rosetes solen posar-se a la intersecció de dos materials o bé per formar una vora decorativa. Les rosetes també s'han utilitzat a condecoracions militars.

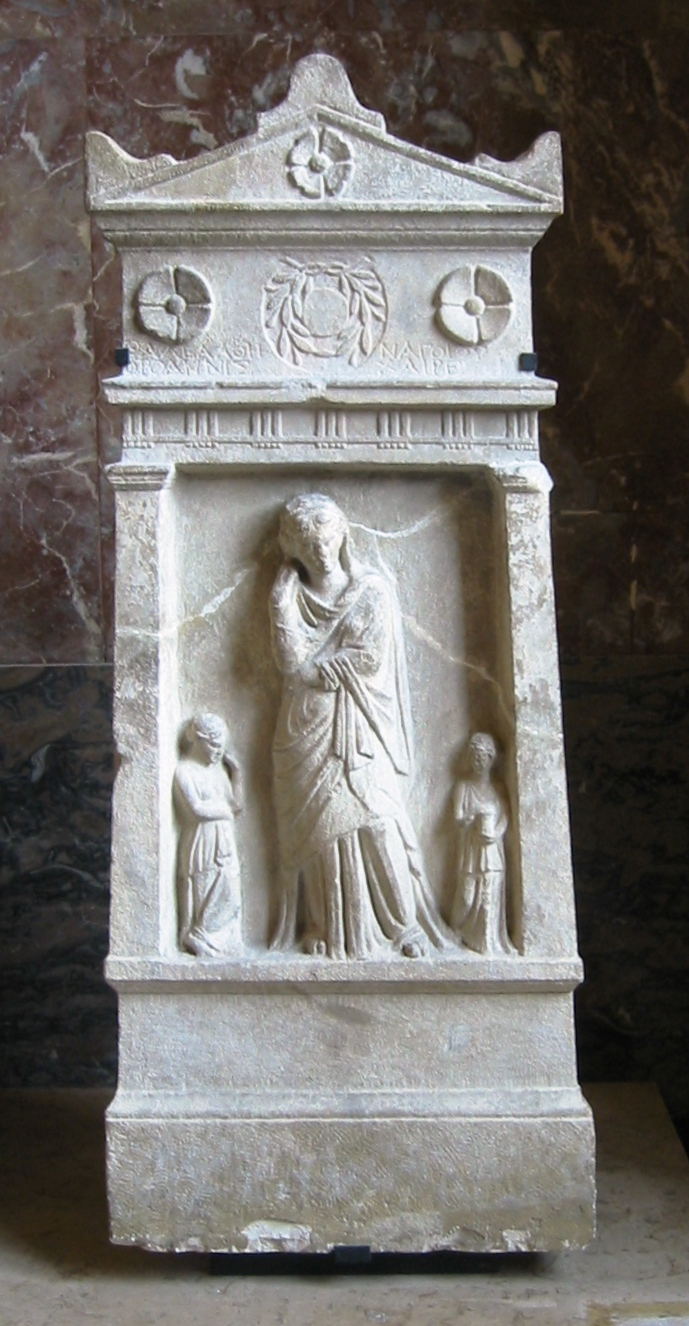
Estela funerària de Talea, filla d'Atenàgores, decorada amb tres rosetes (Esmirna, Turquia, 150 aC), obra hel·lenística

## Orígens
Una de les primeres aparicions de la utilització de la roseta en l'art antic, a principis del IV mil·lenni aC, va ser a Egipte i també s'han trobat en el disc de Festos (jaciment arqueològic de Festos), al sud de Creta, datades de l'època de la Creta minoica.